# 岸本修 (漫画家)
岸本 修（きしもと おさむ）は、漫画家。
1964年、横山光輝、馬場秀夫、宮腰義勝、井上英沖と光プロダクションを設立。

## 作品リスト
- チビ太君（野球少年 1955年2月号）
- 天狗と小四郎（野球少年 1955年3月号 - 4月号）
- 鞍馬天狗（野球少年 1955年8月号）
- 紅ばら騎士（おもしろブック 1955年11月号付録「傑作漫画全集」）
- 熱血児（野球少年 1955年夏増刊号「おもしろ相撲ブック」季刊1号）
- まぼろし組（痛快ブック増刊「剣劇ブック」1956年1月15日発行）
- 無双剣之助（野球少年 1956年1月号 - 7月号）
- どろんこくん（野球少年増刊「おもしろ相撲ブック」1956年春場所号）
- 深夜の怪人（ぼくら 1957年お正月増刊号「探偵冒険号」）
- 剣鬼竜四郎（ぼくら 1957年6月号 - 12月号付録）
- 疾風剣士（ぼくら 1957年夏の臨時増刊号）
- あいつをにがすな（少年 1957年夏休み大増刊「探偵ブック」）
- コルト45事件（少年 1957年秋の大増刊号「探偵ブック」
- 音無剣四郎（少年 1957年10月号付録「巨人の復讐」）
- 山中鹿之助（少年クラブ 1958年1月号付録「漫画ブック」）
- 黒姫牧場の決闘（ぼくら 1958年お正月臨時増刊号）
- 江戸は青空（ぼくら 1958年夏休み増刊号）
- 流星探偵（ぼくら 1958年新年号付録 - 11月号）
- スピードボーイ（ぼくら 1958年12月号 - 1959年10月号）
- かおりちゃん（りぼん 1958年夏休み増刊号）
- バレエ靴のひみつ（原作：島守としお、ひとみ 1958年8月号付録 - 12月号）
- 宇宙人類ノバ（原作：瀬川昌男、冒険王 1958年4月号 - 9月号付録）
- がんばれ！五郎 （冒険王 1958年夏休み大増刊 漫画探偵ブック）
- 黒ねこ必殺剣 （おもしろブック 1958年10月号～34年 6月号）
- 影をうった男（おもしろブック 1958年夏の増刊　痛快！冒険探偵号）
- 追跡12時間（少年 1958年お正月大増刊探偵ブック）
- ロボット大帝（日の丸 1959年1月号 - 8月号）
- 戦国太郎（痛快ブック 1959年1月号 - 12月号）
- 疾風ボーイ（ぼくら 1959年夏の増刊 少年ジェット・七色仮面特集号）
- 生きかえったおばさま（少女ブック 1959年新年増刊号）
- 望遠鏡はしっていた！？（少女ブック 1959年3月号付録「ママのひとみ」）
- モンスター・Ｘ  （原案：もりたかずひこ、冒険王 1959年4月号 - 8月号）
- アロー＝キッド（たのしい四年生 1959年4月号 - 1960年3月号
  - レッド・サタンの巻（たのしい四年生 1959年4月号 - 9月号）
  - 黄金魔人の巻（たのしい四年生 1959年10月号 - 1960年3月号）
- スピード・マン （漫画王 1959年5月号付録）
- 赤いジャングル（漫画王 1959年6月号 - 9月号）
- 仮面探偵　まぼろし党の巻（漫画王 1959年10月号 - 11月号）
- しあわせをよぶ歌 （りぼん 1959年お正月増刊）
- 赤い沼の火（りぼん 1959年夏休み増刊号付録「花びら日記」）
- 死神部落（少年クラブ 1959年11月増刊号付録）
- ブラック探偵王（少年 1959年お正月大増刊 探偵ブック）
- 魔人ブラック（少年 1959年夏休み増刊号付録「探偵漫画ブック」）
- 怪盗バレン（中学一年コース 1959年4月号 - 10月号）
- どんぐり記者（原作：草永閑介、中学二年コース 1959年11月号 - 1960年3月号）
  - ピストル強盗の巻（1959年11月号、12月号）
  - ボールのゆくえの巻（1960年1月号、2月号）
  - どんぐり女装の巻（中学二年コース 1960年3月号）
- リボン城物語（りぼん 1960年新年増刊号付録）
- 横笛はないている（りぼん 1960年夏休み増刊号付録）
- トコの冒険（りぼん 1960年9月号 - 12月号）
- 少年旋風児（日の丸 1960年4月号　- 1962年4月号）
- ハリケーン・ボーイ（小学二年生 1960年4月号　- 1961年 3月号、小学三年生 1961年7月号 - 1962年1月号）
- しあわせのかぎ（小学六年生 1960年6月号付録）
- ピーナツ名探偵（原作：朝島靖之助、中一コース 1960年4月号 - 11月号＋臨時増刊「夏のたのしい読み物特集号」）
  - 黒ん坊ボッブはどこへいった （中一コース 1960年4月号、5月号）
  - ゆうれいピストルの巻（中一コース 1960年6月号、7月号）
  - 雪の夜の怪事件（中一コース 1960年8月号、夏の増刊号、9月号）
  - ホームラン殺人事件（中一コース 1960年10月号、11月号）
- ガンキッド （中一コース 1960年12月号 - 1961年3月号）
- のろわれた肖像画 （少女ブック 1960年8月号）
- 恐怖のつばさ（週刊少年サンデー 1960年12月 4日号(49号)～12月11日号(50号)
- ボナンザ（まんが王 1960年10月号付録 - 1961年 3月号、小学生画報 1961年4月号 - 5月号）月江行男　名義
- 鏡の世界                              少女ブック 1961年夏の増刊号）
- 紅孔雀（原作：北村寿夫、小学三年生 1961年11月号 - 1962年3月号付録、小学四年生 1962年4月号 - 6月号）
- 少年マッハ（冒険王 1961年5月号 - 1962年8月号）
- 目撃者を消せ（別冊少年サンデー 1961年春季号）
- 少年旋風児　白髪鬼の巻（日の丸 1961年新年増刊号）
- 少年旋風児 宇宙魔人の巻（日の丸 1962年お正月増刊号）
- 太郎冒険記（日の丸 1962年5月号 - 10月号）
- ジェロニモの反乱（日の丸 1962年10月号付録「大西部とガン」
- ゼロ戦ごろし（日の丸 1962年11月号付録「ゼロ戦　空戦の王者」
- 地獄の12時30分（日の丸 1962年12月号付録「少年名探偵」）
- 闇からの使者（週刊少年サンデー 1962年7月 1日号(28号) - 7月8日号(29号)）
- 妖面地獄（少年 1962年夏増刊号付録「少年漫画ブック」）
- さすらい（月刊明星増刊「オール小林旭」 1962年3月15日発行）
- おてんばパイロット（少女ブック 1963年正月増刊号）
- Vを消せ（日の丸 1963年2月号付録「秘密兵器」
- 隠密剣士忍法甲賀衆（東邦図書出版社 1963年） 
  - 隠密剣士忍法甲賀衆1  忍法変幻
  - 隠密剣士忍法甲賀衆2  忍法空蝉
  - 隠密剣士忍法甲賀衆3忍法くの一
- アルキメデス号遭難す（謎＆怪奇SF特集No.1　東邦図書出版社 1963年）
- ミイラの呼び声（小学五年生 1963年3月号）
- 闇の左近（週刊少年サンデー 1964年6月28日号(27号) - 12月20日号(52号)）
- 4000万円のフィルム（別冊少年サンデー 1964年夏休み号(8月1日号)）
- こがらし一平（ボーイズライフ 1964年4月号 - 12月号）
- かさ小僧（小学四年生 1964年6月号付録「ゆかいまんがブック」）
- 風摩の山吹（りぼん 1964年春休み大増刊号）
- 逃げたお姫さま（りぼん 1964年）
- マリと１０円銅貨（別冊マーガレット 1964年お正月おたのしみ号）
- 風船の夢（別冊マーガレット 1964年春休みおたのしみ号）
- いずみと新しいお友だち（週刊マーガレット 1964年3月1日号(8号)）
- おかあさんの写真（週刊マーガレット 1964年11月1日号(44+45号)）
- のろいの家（別冊マーガレット 1965年お正月おたのしみ号）
- 生きている死体（週刊マーガレット 1965年49号）
- 秘密警察27（週刊少年サンデー 1965年4月 4日号(15号) - 5月 9日号(20号)）
- 竜四郎必殺帳（週刊少年キング 1965年1月10日号(2号) - 5月2日号(19号)）
- 海底4000メートル（別冊少年キング 1965年9月号）
- 影（別冊少年キング 1966年1月号）
- うろこ岬（週刊少年キング 1966年9月 4日号(35号)）
- 理美は千里眼（週刊マーガレット 1966年10月 2日号(41号)）
- 国際秘密指令00X（冒険王 1966年6月号）
- なぞの恐竜王国（小学四年生  1967年1月号）
- 大魔神（原作：吉田哲郎、少年現代 1967年8月創刊号、9月号）
- ブラック・ストーン（まんが王 1967年夏休み大増刊号）
- アラモ（まんが王 1967年12月号付録「まんが王コミックス」）
- 一の面(原作：真樹日佐夫 週刊少年キング 1967年3月19日号(12号) - 4月2日号(14号)）
- 雨の中の用心棒（別冊少年キング 1967年9月号）
- 第7球団（少年コミックス 1967年夏の号「黄金バット特集号」）
- ウルトラマン （現代コミクス）   
  - 第7話  ベムラーの巻（現代コミクス別冊2号「ウルトラマン」 1967年1月15日発行）
  - 第8話  グリーンモンスの巻（現代コミクス別冊2号「ウルトラマン」 1967年1月15日発行）
  - 第15話  スイ星ツイフォン（現代コミクス4月号増刊「ウルトラマン」 1967年4月15日発行
- 柿と用心棒（別冊少年キング 1968年お正月大ゆかい号（1月1日号））
- タイムトンネル　第7話 古城の決闘（冒険王 1968年3月号）
- 代本命（ヤングコミック 1969年11月25日号）
- 四暗刻のリカ（原作：古川凱章、リイドコミック）  
  - 四暗刻のリカ 四暗刻単騎待ち（リイドコミック 1972年11月号）
  - 四暗刻のリカ 代打ち（リイドコミック 1973年2月号）
  - 四暗刻のリカ 贈られた四暗刻（リイドコミック 1973年5月号）
  - 四暗刻のリカ 拾った女と拾われた男（リイドコミック 1973年9月6日号）
  - 四暗刻のリカ 賽の河原のレンガ積み（リイドコミック 1973年12月6日号）
  - 四暗刻のリカ カタにとられた女（リイドコミック 1974年7月4日号）
  - 四暗刻のリカ フリテン回し打ち（リイドコミック 1978年3月16日号）
  - 四暗刻のリカ（コミック野郎　1978年2月号(4号)）
- 策謀の馬券（原作：小林八郎、リイドコミック 1973年1月15日増刊号）
- 捕手をつぶせ（原作：福本和也、リイドコミック 1973年5月10日増刊号）
- 逃げ馬（原作：北鏡太「真菰の馬」より、リイドコミック 1973年9月25日増刊号）
- 父子獅子（毎日中学生新聞 1973年7月1日 - 9月29日）
- 黒鹿毛は有馬記念の本命馬 （脚本：横田喜知男、リイドコミック 1974年1月3日号）
- つっぱり虫（脚本：原麻紀夫、リイドコミック 1976年1月9日増刊号）
- 狸は車で待て（脚本：渡辺智、リイドコミック  1976年5月13日増刊号）
- 鉄人28号（原作：横山光輝、冒険王 1980年11月号 - 1981年10月号）岸森伴　名義
- 六神合体ゴッドマーズ（原作：横山光輝、冒険王 1981年11月号 - 1982年8月号）
- 大塩平八郎（人物の本の歴史14 江戸時代2  集英社   1984年11月7日発行）
- 少年旋風児VSジム・ボーイ  最終章（横山光輝マガジン「オックス5号」   　2003年）